# Salomon Hayim Alfandari
Salomon Hayim Alfandari (auch Salomon Haim Alfandari) war ein jüdischer Gelehrter des 18. Jahrhunderts und als Nachfolger von Abraham Rozanes von 1745 bis 1762 Großrabbiner in Konstantinopel.